# 悬垂腹
悬垂腹（pendulous abdomen）是一种怀孕的腹型，腹部向前膨胀隆起，胎儿不宜入盆，即使入盆也不易顺产，主要是由于腹部过分膨胀，拉断腹肌，导致孕妇产力不够。
悬垂腹一般伴随的有：羊水多，胎儿大（7.5斤以上）。一般医生会建议考虑剖宫产，但也不排除顺产的可能，可以试产决定。
悬垂腹，腰部不膨胀，从背后看不出怀孕。